# Rimiterolo
Il rimiterolo (conosciuto anche nella fase sperimentale con la sigla R798) è un composto a breve durata d'azione, con attività di tipo agonista selettivo sui recettori β2-adrenergici. La molecola viene utilizzata sia per via endovenosa che come soluzione per aerosol da inalarsi.

## Farmacodinamica
Il rimiterolo è una molecola adrenergica, un agonista selettivo dei recettori β2-adrenergici, particolarmente diffusi a livello della muscolatura liscia bronchiale. La stimolazione di questi recettori da parte del farmaco comporta un incremento dell'AMP ciclico endocellulare.
Questo aumento di AMP ciclico determina l'attivazione della protein chinasi A, la quale inibisce la fosforilazione della miosina e riduce la concentrazione intracellulare di calcio ionico, con conseguente rilassamento e determinazione di un effetto di tipo broncodilatatore con risoluzione del broncospasmo.

La selettività di rimiterolo per i recettori β2-adrenergici è simile a quella di salbutamolo.
Gli effetti broncodilatatori di 500 µg di rimiterolo sono equivalenti a quelli di 500 µg di terbutalina e non comportano alterazioni di rilievo sulla frequenza cardiaca. Rimiterolo ha un inizio d'azione più rapido rispetto a terbutalina ed una durata d'azione lievemente più breve.

## Farmacocinetica
La farmacocinetica del rimiterolo appare molto simile a quella dell'isoprenalina.
Somministrato per via endovenosa la molecola si caratterizza per una breve emivita (circa 5 minuti), e viene rapidamente metabolizzata in derivati 3-O-metile. 
Dopo somministrazione per via orale il farmaco viene assorbito dal tratto gastrointestinale e raggiunge la concentrazione plasmatica massima (Cmax) nel giro di 1-5 ore dall'assunzione. La somministrazione per via orale non comporta miglioramento dei parametri spirometrici, i quali subiscono invece un netto incremento entro 5 minuti dalla somministrazione per aerosol.
Dopo somministrazione per via orale, così come a seguito di inalazione per aerosol, il 50% circa del farmaco viene escreto come metaboliti coniugati.

## Usi clinici
Rimiterolo trova impiego nel trattamento del broncospasmo associato all'asma bronchiale ed in altre patologie che comportano occlusione delle vie respiratorie, come ad esempio la broncopneumopatia cronica ostruttiva. Il farmaco è stato anche impiegato nella prevenzione del broncospasmo associato all'esercizio fisico.

## Effetti collaterali ed indesiderati
Gli effetti collaterali più frequentemente segnalati in corso di trattamento con rimiterolo sono palpitazioni, cardiopalmo, cefalea, ansia, secchezza delle fauci, crampi muscolari. In alcuni soggetti rimiterolo può comportare la comparsa di tremori fini a carico della muscolatura scheletrica, più facilmente evidenziabili alle mani. Questo effetto avverso, tipico e comune a tutti gli stimolanti beta-adrenergici, è in strettamente correlato al dosaggio utilizzato.

## Controindicazioni
Il farmaco è controindicato nei soggetti con ipersensibilità nota al principio attivo oppure ad uno qualsiasi degli eccipienti della formulazione farmaceutica. La molecola dovrebbe essere somministrata con particolare cautela nei soggetti con precedenti di tireotossicosi, malattie cardiovascolari, diabete mellito, insufficienza renale o epatica.